# Пич (Кампече)
Пич (исп. Pich) — деревня в Мексике, в штате Кампече, входит в состав муниципалитета Кампече. Численность населения, по данным переписи 2020 года, составила 2055 человек.

## Общие сведения
Название Pich было заимствовано из майянского языка, что можно перевести как: твёрдая древесина, так индейцы называли дерево энтеролобиум круглоплодный, которое растёт в этих местах.
Поселение было основано в доиспанский период, и в нём ещё сохранились постройки цивилизации майя, камни некоторых из них были использованы колонизаторами в XVI — XVIII веках для строительства монастыря.
Деревня расположена в 55 км к юго-востоку от города Сан-Франсиско-де-Кампече.

## Население
| Год  | Численность | Численность |
| ---- | ----------- | ----------- |
| 2000 | 1522        | [ 6 ]       |
| 2005 | 1720        | [ 7 ]       |
| 2010 | 1756        | [ 8 ]       |
| 2020 | 2055        | [ 9 ]       |